# Metacynorta
Genre
Synonymes
- Tonalia Roewer, 1963

Metacynorta est un genre d'opilions laniatores de la famille des Cosmetidae.

## Distribution
Les espèces de ce genre se rencontrent du Mexique au Pérou.

## Liste des espèces
Selon World Catalogue of Opiliones (26/07/2021) :
- Metacynorta bella Roewer, 1963
- Metacynorta bimaculata Roewer, 1947
- Metacynorta gracilipes Pickard-Cambridge, 1904
- Metacynorta longipes (Goodnight & Goodnight, 1942)
- Metacynorta spinofemoralis (Goodnight & Goodnight, 1953)
- Metacynorta vokesi Goodnight & Goodnight, 1942

## Publication originale
- Pickard-Cambridge, 1904 : « Order Opiliones. » Biologia Centrali-Americana, Zoology, Arachnida - Araneida and Opiliones, vol. 2, p. 546-560 (texte intégral).